# Registro Civil
El Registro Civil es un grupo administrativo o servicio público, encargado de dejar constancia de los hechos o actos relativos al estado civil de las personas físicas, así como otros que las leyes le encomienden.
El propósito principal del registro civil es crear un documento legal (generalmente llamado certificado) que pueda ser utilizado para establecer y proteger los derechos de los individuos. Un propósito secundario es crear una fuente de datos para la compilación de estadísticas vitales.
Los eventos vitales que se registran típicamente en el registro incluyen nacimientos, defunciones, muertes fetales, nombres, cambios de nombre, matrimonios, divorcios, anulaciones de matrimonio, separaciones judiciales de matrimonio, adopciones, legitimaciones y reconocimientos. Entre los documentos legales que se derivan del registro civil se encuentran los certificados de nacimiento, los certificados de defunción y los certificados de matrimonio. Además, en algunos países, la inmigración, la emigración y cualquier cambio de residencia pueden requerir notificación. Así mismo, puede corresponderle, según el país, el registro de las guardas, la patria potestad, las emancipaciones, las nacionalizaciones y el registro de profesionales.

## Fundamento
Las relaciones sociales requieren frecuentemente acreditar de forma segura e indiscutible las condiciones de capacidad y el entorno familiar de las personas, su edad, su soltería y la posible incapacitación.
La experiencia ha demostrado que los datos relativos al estado civil de las personas deben ser recogidos de modo fidedigno y custodiados en archivos oficiales. Esto beneficia, tanto a los interesados como al Estado y a los terceros.
Además los estados modernos han mostrado un enorme interés por contar con un registro de sus ciudadanos, de gran utilidad para diversas cuestiones como el censo electoral, la protección de las familias numerosas, etc. El Registro civil es el organismo que cubre esta información.
En conclusión, trata de que cada persona tenga una identificación, que sea alguien, que tenga nombre y apellido, d.n.i, seguro, y otras cosas necesarias

## Antecedentes
Los vestigios más remotos que pueden citarse como antecedentes del Registro Civil los encontramos en las culturas en las que se practicaban censos.
En la antigua Roma (siglo VI a. C.), existieron datos censales desde la época del rey Servio Tulio. En el siglo II, se implantaron normas sobre filiación.
También se decretó la obligación de los padres de registrar el nacimiento de sus hijos.
Durante la Edad Media, la expansión y el auge del catolicismo hizo que la Iglesia católica tuviera el control del registro de los bautizos –la partida de bautismo era el instrumento utilizado para ello, aunque no tenía en cuenta a los bebés nacidos pero no bautizados por la Iglesia católica– y matrimonios. Los primeros libros parroquiales en donde aparecen inscripciones se encuentran en Francia e Italia central, a mediados del siglo XIV.
En 1787 en Francia, Luis XVI dispuso la libertad de cultos y, con ello, el establecimiento de un rudimentario Registro Civil para que los nacimientos, los matrimonios y las defunciones fueran objeto de inscripción ante los oficiales de la justicia real.
La Revolución francesa de 1789 trajo consigo la constitución civil del clero y, en 1804, se reguló el funcionamiento del Registro Civil, secularizado en el Código de Napoleón.
A partir del siglo XIX, su existencia se extendió al resto del mundo como parte del progresivo proceso secularizador del Estado y el dictado de leyes laicistas.
En España, el primer Registro Civil se creó solamente para medianas y grandes poblaciones. Comenzó sus anotaciones con fecha 1 de enero de 1841 y fue sustituido por un nuevo sistema, todavía vigente, a partir del 1 de enero de 1871.

## Competencias del Registro Civil

### Argentina
Esta sección es un extracto de Registro Nacional de las Personas (Argentina)
El Registro Nacional de las Personas (RENAPER) es el organismo estatal que realiza la identificación y el registro de las personas físicas que se domicilien en el territorio o en jurisdicción de Argentina. Es un organismo autárquico y descentralizado, con dependencia del Ministerio del Interior, a través de la Secretaría del Interior, y ejerce jurisdicción en todo el territorio argentino.
El Renaper lleva el registro permanente y actualizado de los antecedentes personales de mayor importancia, desde el nacimiento ("partida de nacimiento") y a través de las distintas etapas de la vida, protegiendo el derecho a la identidad, de acuerdo a las inscripciones de los Registros Civiles provinciales, que gozan de autonomía.
El Renaper expide exclusivamente el Documento Nacional de Identidad (D.N.I.) y todos aquellos informes, certificados o testimonios de conformidad a la Ley 17.671, otorgados con base en la identificación dactiloscópica.
La sede central es en la Ciudad Autónoma de Buenos Aires, en la calle Presidente Perón 664.2
La producción y gestión de la distribución de los DNI, en la Planta de Prof. Dr. Pedro Chutro 2780, tiene certificación de política de la calidad bajo Norma IRAM - ISO 9001:2015.34

### Chile
El Servicio de Registro Civil e Identificación (SRCEI), a veces llamado simplemente como Registro Civil, es un servicio público chileno, descentralizado, con personalidad jurídica y patrimonio propio, sometido a la supervigilancia del presidente de la República a través del Ministerio de Justicia y Derechos Humanos. Está encargado de llevar los registros relativos al estado civil de las personas naturales y otros que la ley le encomienda. Desde diciembre de 2022 el organismo está dirigido por Omar Morales Márquez, actuando bajo el gobierno del presidente Gabriel Boric.
Entre sus tareas se encuentra el otorgamiento de certificados de nacimientos, matrimonios y uniones civiles, defunciones, antecedentes, cédula de identidad, pasaporte, Clave Única, patentes de vehículos y posesiones efectivas de herencia intestadas.

### España
En España, el Registro Civil es un registro público que tiene por objeto hacer constar oficialmente los hechos y actos que se refieren al estado civil de las personas  y otros determinados por la Ley, como el nombre y apellidos, el nacimiento, la defunción, la filiación, el sexo y la nacionalidad. El Registro cumple la función de instrumento de publicidad de los estados civiles de las personas, pues al representar estos cualidades o situaciones que poseen una eficacia general, puede surgir un cierto interés de los terceros y de todo el grupo social en su conocimiento, y también constatación.
Por lo general, según el art. 9 de la Ley de Registro Civil, es competente para hechos que ocurran a españoles o hechos que ocurran en España. También lo es para hechos acaecidos en el extranjero cuando su inscripción sirva de base para otra posterior (inscripción marginal) exigida por el Derecho español. Los registros municipales tienen competencia territorial (término municipal). Los registros consulares tienen competencia estrictamente personal (lo que afecte a españoles en su zona).
Concretamente, las oficinas municipales y consulares son competentes para hechos relativos al matrimonio, nacimiento, defunción y hechos anómalos (como el desconocimiento, naufragio, etc.). Se inscriben en el registro municipal o consular del lugar donde ocurran los hechos. Cabe destacar, como excepción, que cabe la posibilidad de que a un hijo se le inscriba (respecto al nacimiento) en el domicilio de sus padres.
El Registro Civil Central será competente para obtener duplicados de inscripciones consulares y para hechos ocurridos fuera de España que afecten a extranjeros. De forma subsidiaria podrá ser inscrito en el RCC todo aquello que no pueda inscribirse en el Registro Civil competente a causa de circunstancias excepcionales.
La sección 4.ª del Registro Civil, relativa a tutelas y representaciones, es llevada por un juez (no sus delegados) y tiene mayor competencia territorial (afecta a una comarca y no estrictamente al municipio). En caso de inscripción por tutela o curatela, se pondrá el domicilio del tutelado. Si es una inscripción para representación del ausente debe establecerse en el lugar donde se produzca la ausencia legal.

### Perú
El Registro Nacional de Identificación y Estado Civil (Reniec), es un organismo autónomo del Estado Peruano encargado de la identificación de los peruanos, otorgando el Documento Nacional de Identidad (DNI), registrando hechos vitales como nacimientos, matrimonios civiles, defunciones, divorcios y otros que modifican el estado civil. Durante los procesos electorales, proporciona el Padrón Electoral que se utilizará en las elecciones.

### Costa Rica
En Costa Rica el registro civil es un organismo autónomo, que se encarga de la identificación de todos los costarricenses, se encarga de otorgar un documento de identidad a cada ciudadano. Como en todos los países se encarga de registrar sucesos vitales como nacimientos, matrimonios, defunciones, divorcios entre otros. Este organismo es transparente y abierto para todos, tanto así que se pueden consultar personas en registro civil desde cualquier dispositivo con conexión a internet.
Fue creado con el nuevo estado costarricense en el año 1949 y junto al tribunal supremo de elecciones se encargan de la parte electoral del país.

### Colombia
La Registraduría Nacional del Estado Civil es la agencia gubernamental de la República de Colombia encargada de recopilar y almacenar las estadísticas vitales e información de identificación de todos los ciudadanos, contar los votos de las campañas para el Congreso, la presidencia y la vicepresidencia, y regular la distribución y organización de la documentación de identidad de cada ciudadano para fines legales.
De acuerdo con lo señalado en los artículos 5 y 6 del Decreto 1260 de 1970,
todos los hechos, actos y decisiones, tanto judiciales como administrativas, que
afecten el estado civil de las personas deberán ser inscritos en el registro civil;
tales como: nacimientos, reconocimientos de hijos extramatrimoniales,
legitimaciones, adopciones, alteraciones de la patria potestad, matrimonio,
capitulaciones matrimoniales, uniones maritales de hecho declaradas,
asignaciones de apoyos, nulidades de matrimonio, divorcios, separaciones de
cuerpos y de bienes, cambios de nombre, corrección de componente sexo,
defunciones, declaraciones de presunción de muerte, entre otras.

## Fe pública y eficacia
Se refiere, en sentido amplio, a la garantía, seguridad o refuerzo jurídico que una situación adquire al ser inscrita. Así se convierte en "verdad oficial" con presunción iuris tantum de exactitud registral.
La inscripción registral es la prueba legal y única admisible (generalmente) de los datos que "da fe" el registro civil. Existe un relativo "monopolio de la prueba" del Registro Civil en el Derecho de la persona y familia.
La documentación administrativa identificadora (documentos nacionales de identidad, pasaportes, etc.) recibe su fuerza probatoria del Registro Civil. Las excepciones relativas a este monopolio son las siguientes:
- Inexistencia del asiento (por inexistencia de inscripción o destrucción de este). Se admitirán otros medios de prueba con carácter provisional, siempre que se solicite la inscripción.
- Contienda judicial sobre la validez del asiento. Es el inicio de un juicio que impugne la veracidad del Registro Civil. Se admite toda clase de prueba, y en este juicio desaparece el monopolio del RC.

Las consecuencias de la falta de inscripción son:
- En casos de filiación, nacionalidad o vecindad: la falta del asiento no genera presunción de inexistencia.
- En el matrimonio: la falta de inscripción hace inoponible el estado conyugal a terceros de buena fe. Si les perjudicara ese matrimonio no inscrito pueden actuar como si no existiera.